# جيمي هنت (مغني)
جيمي هنت هو مغني وكاتب أغاني كندي، ولد في 1977.

## وصلات خارجية
- الموقع الرسمي
- جيمي هنت على موقع ميوزك برينز (الإنجليزية)
- جيمي هنت على موقع أول ميوزيك (الإنجليزية)
- جيمي هنت على موقع ديسكوغز (الإنجليزية)